# 1994

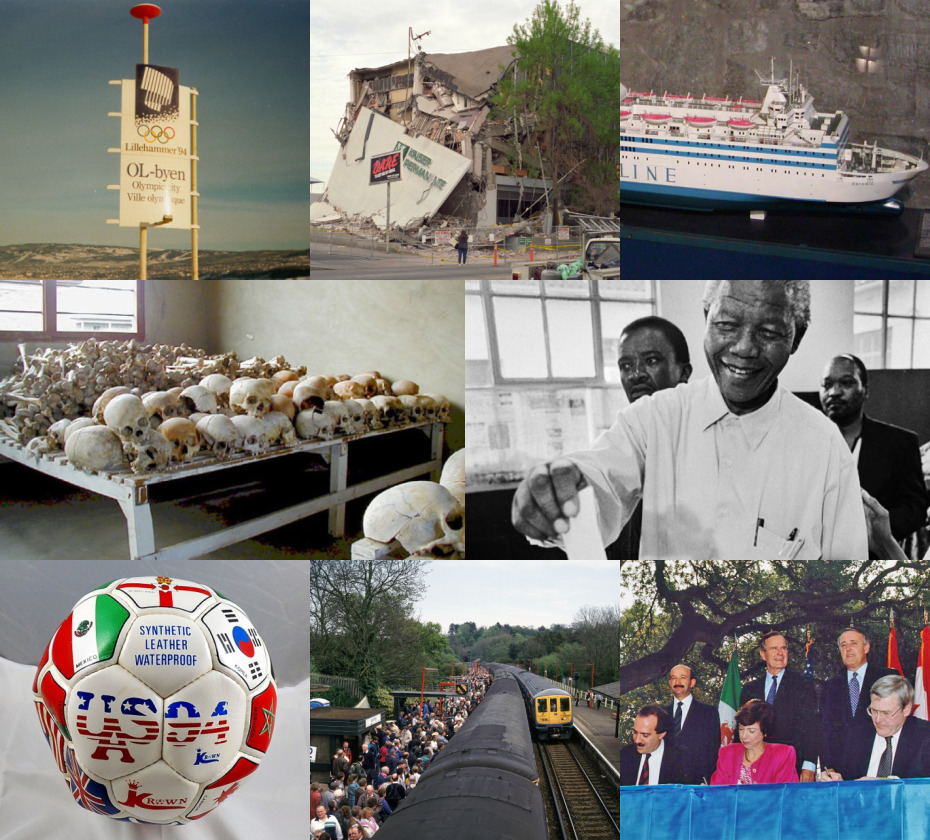

1994 (MCMXCIV) là một năm thường bắt đầu vào Thứ bảy của lịch Gregory, năm thứ 1994 của Công nguyên hay của Anno Domini, the năm thứ 994  của thiên niên kỷ 2, năm thứ 94  của thế kỷ 20, và năm thứ  5   của thập niên 1990. 

## Sự kiện

### Tháng 1
- 1 tháng 1: 
  - Otto Stich trở thành tổng thống Thụy Sĩ.
  - Hiệp ước thương mại tự do giữa México, Hoa Kỳ và Canada.
- 3 tháng 1: Irkutsk, Nga. Rơi một chiếc Tupolev Tu-154 của Baikal Air. Tất cả 125 người trên máy bay đều chết.
- 20 tháng 1: Kazakhstan trở thành Thành viên của Ngân hàng phát triển châu Á.

### Tháng 2
- 3 tháng 2: Mỹ bỏ lệnh cấm vận thương mại Việt Nam sau 19 năm.
- 5 tháng 2: Cyprien Ntaryamiras trở thành tổng thống của Burundi.
- 10 tháng 2: Vanuatu trở thành Thành viên trong UNESCO.
- 15 tháng 2: Động đất tại Sumatera, Indonesia. 207 người chết.
- 17 tháng 2: Bỉ trở thành một quốc gia liên bang.

### Tháng 3
- 7 tháng 3: Bầu cử quốc hội tự do đầu tiên trong Kazakhstan.
- 20 tháng 3: Tunisia. Zine El Abidine Ben Ali tái đắc cử tổng thống.

### Tháng 4
- 7 tháng 4: Nạn diệt chủng tại Rwanda bắt đầu.
- 27 tháng 4: Bầu cử tự do đầu tiên trong Cộng hòa Nam Phi.

### Tháng 5
- 10 tháng 5: Nelson Mandela trở thành tổng thống của Nam Phi.
- 17 tháng 5: Bầu cử tự do đầu tiên tại Malawi.

### Tháng 6
- 2 tháng 6: Động đất trên Java, Indonesia. 277 người chết.
- 6 tháng 6: 
  - Tổng thống Hoa Kỳ Bill Clinton thăm viếng Riga, Latvia.
  - Động đất tại Colombia. 795 người chết.
  - Một chiếc Tupolev Tu-154 của China Northwest Airlines rơi tại Xi'an, Trung Quốc. Tất cả 160 người trên máy bay đều thiệt mạng.
- 12 tháng 6: Nguyên mẫu chiếc Boeing 777 (777-216) mang số hiệu N7771 cất cánh lần đầu tiên.
- 17 tháng 6 – 17 tháng 7: Giải vô địch bóng đá thế giới 1994 tổ chức tại Hoa Kỳ, đội tuyển bóng đá quốc gia Brasil lần thứ 4 giành chức vô địch.

### Tháng 7
- 15 tháng 7: Nạn diệt chủng tại Rwanda kết thúc.

### Tháng 8
- 18 tháng 8: Động đất tại Algérie. 159 người chết.
- 27 tháng 8: Cộng hòa Moldau: Hiến pháp mới bắt đầu có hiệu lực.

### Tháng 9
- 2 tháng 9: Bulgaria. Thủ tướng Ljuben Berov từ chức.
- 8 tháng 9: Một chiếc Boeing 737 của US Airways từ Chicago rơi tại Pittsburgh, Pennsylvania, Hoa Kỳ. Tất cả 132 người trên máy bay đều thiệt mạng.
- 28 tháng 9: Thụy Điển/ Estonia. Chìm phà Estonia trên đường từ Tallinn đến Stockholm. 852 người chết. Tai họa hàng hải dân sự lớn nhất từ sau Chiến tranh thế giới thứ hai.

### Tháng 10
- 1 tháng 10: 
  - Sylvestre Ntibantunganya trở thành tổng thống mới của Burundi
  - Te Beretitenti trở thành tổng thống của Kiribati.
- 3 tháng 10: Fernando Henrique Cardoso trở thành tổng thống của Brasil.

### Tháng 11
- 11 tháng 11: Thành lập Trường Đại học Duy Tân - Đại học Tư thục đầu tiên và lớn nhất miền Trung.
- 12 tháng 11: Chandrika Bandaranaike Kumaratunga trở thành nhà lãnh đạo Quốc gia trong Sri Lanka.
- 16 tháng 11: Emomali Rachmonow trở thành tổng thống trong Tajikistan.

### Tháng 12
- 3 tháng 12: Chiếc PlayStation đầu tiên của Sony phát hành tại Nhật Bản.
- 8 tháng 12: Hiến pháp dân chủ mới tại Ethiopia
- 11 tháng 12: Bầu cử quốc hội tại Turkmenistan.
- 12 tháng 12: Cộng hòa Nam Phi lại trở thành Thành viên của UNESCO.
- 15 tháng 12: Palau trở thành Thành viên của Liên Hợp Quốc.
- 16 tháng 12: Albania nộp đơn xin gia nhập NATO.

## Sinh

### Tháng 1
- 6 tháng 1: JayB, ca sĩ người Hàn Quốc, trưởng nhóm Got7
- 14 tháng 1: Kai, thành viên nhóm nhạc EXO
- 15 tháng 1: Monika Jagaciak, người mẫu Ba Lan
- 18 tháng 1: Minzy, ca sĩ người Hàn Quốc, thành viên nhóm 2NE1
- 21 tháng 1: Kang Seung-yoon, ca sĩ, nhạc sĩ Hàn Quốc WINNER

### Tháng 2
- 1 tháng 2: Harry Styles, ca sĩ, nhạc sĩ, diễn viên người Anh, cựu thành viên nhóm nhạc One Direction
- 8 tháng 2: Hà Nhi, nữ ca sĩ người Việt Nam
- 10 tháng 2:
  - Son Na-eun, nữ ca sĩ người Hàn Quốc, thành viên nhóm nhạc nữ Apink
  - Kang Seul-gi, nữ ca sĩ, diễn viên người Hàn Quốc, thành viên nhóm nhạc nữ Red Velvet
- 18 tháng 2: J-Hope (Jung Ho-seok), rapper, ca sĩ người Hàn Quốc, thành viên nhóm nhạc BTS
- 21 tháng 2: Wendy Son, nữ ca sĩ người Hàn Quốc, thành viên nhóm nhạc nữ Red Velvet
- 23 tháng 2: Dakota Fanning, nữ diễn viên Mỹ
- 26 tháng 2: Tiên Cookie (Nguyễn Thủy Tiên), nữ nhạc sĩ kiêm ca sĩ người Việt Nam

### Tháng 3
- 1 tháng 3:
  - Justin Bieber, ca sĩ, người sáng tác nhạc người Canada
  - Park Bo-ram, nữ ca sĩ người Hàn Quốc (m. 2024)
- 10 tháng 3: Jin Ju, nữ ca sĩ người Hàn Quốc
- 20 tháng 3: R'Bonney Gabriel, Hoa hậu Texas Mỹ (2021 và 2022), Hoa hậu Mỹ 2022, Hoa hậu Hoàn vũ 2022
- 29 tháng 3: Sulli Choi, nữ ca sĩ kiêm diễn viên người Hàn Quốc (m. 2019)

### Tháng 4
- 7 tháng 4: Huyền Dung, nữ ca sĩ người Việt Nam
- 12 tháng 4: Oh Sehun, ca sĩ người Hàn Quốc, thành viên nhóm nhạc EXO
- 14 tháng 4: Khánh Ngân, Hoa hậu Hoàn cầu 2017
- 16 tháng 4: Ôn Vĩnh Quang, ca sĩ người Việt Nam

### Tháng 5
- 4 tháng 5: Pauline Ducruet, con gái của Stéphanie xứ Monaco và Daniel Ducruet
- 6 tháng 5: Kay Trần (Trần Anh Khoa), ca sĩ, rapper người Việt Nam
- 7 tháng 5: Phùng Khánh Linh, ca sĩ, nhạc sĩ Việt Nam
- 10 tháng 5: Nam Tae-hyun, ca sĩ, nhạc sĩ Hàn Quốc
- 13 tháng 5: Xuân Nghi, nữ ca sĩ, nhạc sĩ, diễn viên truyền hình người Việt Nam
- 14 tháng 5: Pay (Lê Thị Quỳnh Thy), nữ ca sĩ người Việt Nam

### Tháng 6
- 14 tháng 6: Moon Tae-il, ca sĩ người Hàn Quốc, thành viên nhóm nhạc NCT
- 18 tháng 6:
  - Cúc Tịnh Y, nữ ca sĩ, diễn viên người Trung Quốc
  - Trương Tuyết Nghênh, nữ diễn viên người Trung Quốc
- 26 tháng 6: Ricky Star (Trần Tiến), ca sĩ, rapper người Việt Nam
- 28 tháng 6: Hussein bin Abdullah, Thái tử của Jordan, con trai của vua Abdullah II và hoàng hậu Rania của Jordan

### Tháng 7
- 1 tháng 7ː Jeong In-seong, thành viên nhóm nhạc nam KNK, ca sĩ người Hàn Quốc
- 5 tháng 7: Sơn Tùng M-TP (Nguyễn Thanh Tùng), ca sĩ, nhà sản xuất âm nhạc người Việt Nam, anh trai ca sĩ, nhạc sĩ Mono
- 12 tháng 7: Keysher Fuller, cầu thủ bóng đá người Costa Rica
- 31 tháng 7: 
  - Yeye Nhật Hạ, diễn viên người Việt Nam
  - Lil Uzi Vert, rapper và ca sĩ người Mỹ

### Tháng 8
- 3 tháng 8: Bùi Công Nam, ca sĩ kiêm nhạc sĩ người Việt Nam
- 15 tháng 8: Doãn Ngọc Tân, cầu thủ bóng đá người Việt Nam
- 21 tháng 8: Đỗ Hoàng Anh, Á hậu Việt Nam 2012
- 22 tháng 8: Israel Broussard, nam diễn viên Mỹ

### Tháng 9
- 5 tháng 9: Kelvin Khánh (Nguyễn Huy Khánh), ca sĩ người Việt Nam, thành viên cựu nhóm nhạc La Thăng (A#), chồng của nữ ca sĩ Khởi My
- 6 tháng 9: Gin Tuấn Kiệt (Nguyễn Tuấn Kiệt), ca sĩ, diễn viên người Việt Nam, chồng của nữ diễn viên Puka
- 8 tháng 9: Bruno Fernandes, cầu thủ bóng đá người Bồ Đào Nha
- 9 tháng 9: Thiều Bảo Trâm, nữ ca sĩ người Việt Nam
- 12 tháng 9: RM (Kim Nam-joon), ca sĩ, rapper người Hàn Quốc, trưởng nhóm nhạc BTS
- 23 tháng 9: Bạch Lộc (Bạch Mộng Nghiên), nữ ca sĩ, diễn viên, người mẫu người Trung Quốc
- 27 tháng 9: Văn Mai Hương, nữ ca sĩ người Việt Nam

### Tháng 10
- 10 tháng 10: Bae Suzy (Bae Soo-ji), nữ ca sĩ, diễn viên người Hàn Quốc, thành viên cựu nhóm nhạc nữ Miss A
- 20 tháng 10: Hứa Ngụy Châu, ca sĩ, Diễn viên người Trung Quốc
- 24 tháng 10: Krystal Jung, nữ ca sĩ Hàn Quốc
- 31 tháng 10: Nguyễn Thành Nam, YouTuber người Việt Nam

### Tháng 11
- 1 tháng 11: Thảo Nhi Lê, Á hậu người Việt tại châu Âu 2011, Á hậu Hoàn vũ Việt Nam 2022
- 4 tháng 11: Pablo Ganet, cầu thủ bóng đá người Guinea Xích Đạo
- 9 tháng 11: Phạm Hải Yến, nữ cầu thủ bóng đá người Việt Nam
- 12 tháng 11: Arai Jumpei, cầu thủ bóng đá người Nhật Bản

### Tháng 12
- 6 tháng 12: Nguyễn Thị Ngọc Châu, quán quân Vietnam's Next Top Model 2016, Hoa hậu Siêu quốc gia Việt Nam 2018, Hoa hậu Hoàn vũ Việt Nam 2022.
- 7 tháng 12: Hanyu Yuzuru, vận động viên trượt băng nghệ thuật người Nhật Bản
- 12 tháng 12: Otto Warmbier, sinh viên đại học Hoa Kỳ (m. 2017)

### Không rõ ngày, tháng
- 16 Typh (Phạm Hoàng Hải), rapper người Việt Nam

## Mất

### Tháng 1
- 1 tháng 1: Walter Eckhardt, chính khách Đức (s. 1906)
- 1 tháng 1: Marianne Bruns, nhà văn nữ Đức (s. 1897)
- 1 tháng 1: Werner Schwab, nhà văn Áo (s. 1958)
- 1 tháng 1: Arthur Porritt, vận động viên điền kinh New Zealand, bác sĩ và chính khách (s. 1900)
- 3 tháng 1: Frank Belknap Long, nhà văn Mỹ (s. 1903)
- 10 tháng 1: Sven-Erik Bäck, nhà soạn nhạc Thụy Điển (s. 1919)
- 12 tháng 1: Samuel Bronston, nhà sản xuất phim người Mỹ (s. 1908)
- 13 tháng 1: Johan Jørgen Holst, chính khách Na Uy (s. 1937)
- 14 tháng 1: Zino Davidoff, doanh nhân (s. 1906)
- 15 tháng 1: Gabriel-Marie Garrone, tổng giám mục của Toulouse, Hồng y (s. 1901)
- 17 tháng 1: Helen Stephens, nữ vận động viên điền kinh Mỹ (s. 1918)
- 17 tháng 1: György Cziffra, nghệ sĩ dương cầm Hungary (s. 1921)
- 20 tháng 1: Matt Busby, cầu thủ bóng đá Scotland, huấn luyện viên (s. 1909)
- 22 tháng 1: Telly Savalas, Diễn viên (s. 1924)
- 22 tháng 1: Jean-Louis Barrault, Diễn viên Pháp, Diễn viên kịch câm, đạo diễn phim (s. 1910)
- 26 tháng 1: Wilhelm Muster, nhà văn Áo, dịch giả văn học (s. 1916)
- 27 tháng 1: Reuben Mattus, doanh nhân Mỹ (s. 1913)
- 27 tháng 1: Marģeris Zariņš, nhà soạn nhạc, nhà văn (s. 1910)
- 28 tháng 1: Rosa Jochmann, nữ chính khách Áo (s. 1901)
- 29 tháng 1: Ulrike Maier, nữ vận động viên chạy ski Áo (s. 1967)
- 31 tháng 1: Erwin Strittmatter, nhà văn Đức (s. 1912)
- 31 tháng 1: Pierre Boulle, nhà văn Pháp (s. 1912)

### Tháng 2
- 2 tháng 2: Marija Gimbutas, nhà nữ khảo cổ học (s. 1921)
- 6 tháng 2: Joseph Cotten, Diễn viên Mỹ (s. 1905)
- 6 tháng 2: Ignace Strasfogel, nhà soạn nhạc Mỹ (s. 1909)
- 6 tháng 2: Jack Kirby, họa sĩ vẽ tranh cho truyện comic (s. 1917)
- 7 tháng 2: Witold Lutosławski, nhà soạn nhạc Ba Lan, nhạc trưởng (s. 1913)
- 9 tháng 2: Howard M. Temin, nhà sinh vật học Mỹ (s. 1934)
- 11 tháng 2: Joseph Marie Anthony Cordeiro, tổng giám mục của Karachi, Hồng y (s. 1918)
- 11 tháng 2: Paul Feyerabend, triết gia Áo (s. 1924)
- 11 tháng 2: William Conrad, Diễn viên Mỹ (s. 1920)
- 12 tháng 2: Donald Judd, họa sĩ Mỹ, nhà điêu khắc, kiến trúc sư (s. 1928)
- 13 tháng 2: Edgar Ott, Diễn viên Đức (s. 1929)
- 16 tháng 2: François Marty, Hồng y của Giáo hội Công giáo La Mã (s. 1904)
- 18 tháng 2: Annemarie Ackermann, nữ chính khách Đức (s. 1913)
- 21 tháng 2: Derek Jarman, đạo diễn phim Anh (s. 1942)
- 22 tháng 2: Hans Hürlimann, chính khách Thụy Sĩ (s. 1918)
- 24 tháng 2: Dinah Shore, nữ ca sĩ Mỹ (s. 1917)
- 26 tháng 2: Leopold Kohr, triết gia (s. 1909)

### Tháng 3
- 1 tháng 3: Gert Prokop, nhà văn (s. 1932)
- 1 tháng 3: Herbert Schade, vận động viên điền kinh Đức (s. 1922)
- 3 tháng 3: Roman Haubenstock-Ramati, nhà soạn nhạc (s. 1919)
- 4 tháng 3: John Candy, Diễn viên Canada (s. 1950)
- 6 tháng 3: Melina Mercouri, nữ Diễn viên Hy Lạp, nữ ca sĩ, nữ bộ trưởng Bộ Văn hóa (s. 1920)
- 8 tháng 3: Devika Rani, nữ Diễn viên Ấn Độ, nhà sản xuất (s. 1907)
- 9 tháng 3: Charles Bukowski, thi sĩ Mỹ, nhà văn (s. 1920)
- 9 tháng 3: Fernando Rey, Diễn viên Tây Ban Nha (s. 1917)
- 9 tháng 3: Wilhelm Brese, chính khách Đức (s. 1896)
- 9 tháng 3: Karl Wilhelm Berkhan, chính khách Đức (s. 1915)
- 10 tháng 3: Robert Shea, nhà văn Mỹ (s. 1933)
- 13 tháng 3: Sandra Paretti, nhà văn nữ (s. 1935)
- 15 tháng 3: Jürgen von Manger, Diễn viên Đức (s. 1923)
- 17 tháng 3: Ellsworth Vines, cựu vận động viên quần vợt Mỹ (s. 1911)
- 18 tháng 3: Peter Borgelt, Diễn viên Đức (s. 1927)
- 23 tháng 3: Giulietta Masina, nữ Diễn viên Ý (s. 1921)
- 24 tháng 3: Hans Jakob, cầu thủ bóng đá Đức (s. 1908)
- 25 tháng 3: Max Petitpierre, chính khách Thụy Sĩ (s. 1899)
- 26 tháng 3: Owen McCann, tổng giám mục của Kapstadt, Hồng y (s. 1907)
- 28 tháng 3: Eugène Ionesco, nhà soạn kịch Pháp (s. 1909)
- 29 tháng 3: Paul Grimault, đạo diễn phim Pháp (s. 1905)
- 30 tháng 3: Florian Kuntner, giám mục (s. 1933)

### Tháng 4
- 1 tháng 4: Robert Doisneau, nhiếp ảnh gia Pháp (s. 1912)
- 4 tháng 4: Jérôme Lejeune, nhà y học Pháp (s. 1926)
- 5 tháng 4: Kurt Cobain, nam ca sĩ, người chơi đàn ghita (s. 1967)
- 6 tháng 4: Cyprien Ntaryamira, tổng thống của Burundi (s. 1955)
- 6 tháng 4: Juvénal Habyarimana, tổng thống của Rwanda (1973–1994) (s. 1937)
- 7 tháng 4: Golo Mann, nhà sử học Đức, nhà văn, triết gia (s. 1909)
- 8 tháng 4: Hans Bodensteiner, chính khách Đức (s. 1912)
- 14 tháng 4: Bernt Engelmann, nhà văn Đức, nhà báo (s. 1921)
- 15 tháng 4: John Curry, vận động viên trượt băng nghệ thuật (s. 1949)
- 16 tháng 4: Ralph Ellison, tác giả Mỹ (s. 1914)
- 19 tháng 4: Jochen Ziem, nhà văn Đức (s. 1932)
- 20 tháng 4: Jean Carmet, Diễn viên Pháp (s. 1920)
- 22 tháng 4: Richard Nixon, chính khách Mỹ, tổng thống thứ 37 của Hoa Kỳ (s. 1913)

### Tháng 5
- 1 tháng 5: Ayrton Senna, tay đua Công thức 1 (s. 1960)
- 3 tháng 5: Hermann Mathias Görgen, chính khách Đức, nghị sĩ quốc hội liên bang (s. 1908)
- 4 tháng 5: Edwin Rausch, nhà tâm lý học Đức (s. 1906)
- 8 tháng 5: George Peppard, Diễn viên Mỹ (s. 1928)
- 13 tháng 5: Duncan Hamilton, tay đua Công thức 1 (s. 1920)
- 16 tháng 5: Alfred Nier, nhà vật lý học Mỹ (s. 1911)
- 19 tháng 5: Jacqueline Lee Bouvier, vợ của John Fitzgerald Kennedy (s. 1929)
- 20 tháng 5: Ludwig Volkholz, chính khách (s. 1919)
- 21 tháng 5: Giovanni Goria, chính khách Ý, thủ tướng (s. 1943)
- 26 tháng 5: George Ball, luật gia Mỹ, chính khách, nhà ngoại giao (s. 1909)
- 27 tháng 5: Klaus Beckmann, chính khách Đức (s. 1944)
- 29 tháng 5: Erich Honecker, chính khách Đức (s. 1912)
- 30 tháng 5: Juan Carlos Onetti, nhà văn (s. 1909)

### Tháng 6
- 4 tháng 6: Jean Daetwyler, nhạc trưởng Thụy Sĩ, nhà soạn nhạc (s. 1907)
- 9 tháng 6: Jan Tinbergen, nhà toán học Hà Lan, nhà kinh tế học (s. 1903)
- 17 tháng 6: Kurt Hessenberg, nhà soạn nhạc Đức (s. 1908)
- 21 tháng 6: William Wilson Morgan, nhà thiên văn học Mỹ (s. 1906)
- 27 tháng 6: Sam Hanks, đua xe người Mỹ (s. 1914)
- 27 tháng 6: Jacques Berthier, nghệ sĩ đàn ống Pháp, nhà soạn nhạc (s. 1923)

### Tháng 7
- 2 tháng 7: Andrés Escobar, cầu thủ bóng đá Colombia (s. 1967)
- 3 tháng 7: Lew Hoad, vận động viên quần vợt Úc (s. 1934)
- 4 tháng 7: Hedda Zinner, nhà văn nữ Đức, nữ Diễn viên (s. 1907)
- 4 tháng 7: Frank Seiboth, chính khách Đức (s. 1912)
- 8 tháng 7: Kim Nhật Thành, lãnh đạo CHDCND Triều Tiên (s. 1912)
- 6 tháng 7: Vladimír Skalický, nhà thực vật học Séc (s. 1930)
- 13 tháng 7: Eddie Boyd, nhạc sĩ Mỹ (s. 1914)
- 14 tháng 7: Robert Jungk, nhà xuất bản, nhà báo (s. 1913)
- 16 tháng 7: Kurt Morawietz, nhà văn Đức (s. 1930)
- 16 tháng 7: Julian Seymour Schwinger, nhà vật lý học Mỹ (s. 1918)
- 18 tháng 7: Carol Yager, người nữ bị béo phì trầm trọng nhất Lịch sử Mỹ (s. 1960)
- 19 tháng 7: Rudolf Firkušný, nghệ sĩ dương cầm Séc (s. 1912)
- 19 tháng 7: Hugo Karpf, chính khách Đức (s. 1895)
- 19 tháng 7: Ernst Müller-Hermann, chính khách Đức (s. 1915)
- 20 tháng 7: Paul Delvaux, họa sĩ Bỉ (s. 1897)
- 23 tháng 7: Grete Schickedanz, nữ doanh nhân Đức (s. 1911)
- 31 tháng 7: Karola Bloch, nữ kiến trúc sư, nhà nữ xuất bản (s. 1905)

### Tháng 8
- 4 tháng 8: Giovanni Spadolini, nhà báo, nhà sử học, chính khách Ý (s. 1925)
- 6 tháng 8: Domenico Modugno, nam ca sĩ Ý, nhà soạn nhạc (s. 1928)
- 13 tháng 8: Manfred Wörner, chính khách Đức (s. 1934)
- 14 tháng 8: Elias Canetti, nhà văn tiếng Đức, giải Nobel Văn học (s. 1905)
- 18 tháng 8: Gottlob Frick, ca sĩ opera Đức (s. 1906)
- 19 tháng 8: Robert Ivanovich Rozhdestvenski, nhà văn Nga (s. 1932)
- 19 tháng 8: Linus Carl Pauling, nhà hóa học Mỹ, người nhận Giải thưởng Nobel về hòa bình
- 24 tháng 8: Wolf von Aichelburg, nhà văn (s. 1912)
- 27 tháng 8: Lorenz Humburg, họa sĩ Đức (s. 1906)

### Tháng 9
- 1 tháng 9: Otto Reindl, chính khách Đức (s. 1900)
- 2 tháng 9: Detlef Macha, tay đua xe đạp Đức (s. 1959)
- 3 tháng 9: Billy Wright, cựu cầu thủ bóng đá Anh (s. 1924)
- 5 tháng 9: Rudolf Raftl, cầu thủ bóng đá (s. 1911)
- 6 tháng 9: Nicky Hopkins, nhạc sĩ nhạc rock Anh, nghệ sĩ dương cầm (s. 1944)
- 8 tháng 9: Barry Graves, nhà báo, tác giả (s. 1942)
- 10 tháng 9: Max Morlock, cầu thủ bóng đá Đức (s. 1925)
- 11 tháng 9: Jessica Tandy, nữ Diễn viên Anh (s. 1909)
- 18 tháng 9: Vitas Gerulaitis, vận động viên quần vợt Mỹ (s. 1954)
- 20 tháng 9: Jule Styne, nhà soạn nhạc Mỹ (s. 1905)
- 22 tháng 9: Maria Carta, nữ Diễn viên Ý, nữ ca sĩ (s. 1934)
- 23 tháng 9: Robert Bloch, tác giả Mỹ (s. 1917)
- 23 tháng 9: Severino Minelli, cầu thủ bóng đá Thụy Sĩ (s. 1909)
- 24 tháng 9: Otto F. Walter, nhà văn Thụy Sĩ (s. 1928)
- 29 tháng 9: Cheb Hasni, nam ca sĩ Algérie (s. 1968)

### Tháng 10
- 2 tháng 10: Albert Leicht, chính khách Đức (s. 1922)
- 2 tháng 10: Ron Herron, kiến trúc sư Anh, tác giả (s. 1930)
- 3 tháng 10: Heinz Rühmann, Diễn viên Đức (s. 1902)
- 4 tháng 10: Karl Gottlieb Grell, nhà động vật học Đức (s. 1912)
- 9 tháng 10: Rolf Thiele, đạo diễn phim Áo (s. 1918)
- 14 tháng 10: Egon von Vietinghoff, họa sĩ, tác giả, triết gia (s. 1903)
- 15 tháng 10: Sarah Kofman, nữ triết gia Pháp (s. 1934)
- 17 tháng 10: Roland Wabra, cầu thủ bóng đá Đức (s. 1933)
- 18 tháng 10: Eberhard Feik, Diễn viên Đức (s. 1943)
- 19 tháng 10: Ray Birdswhistell, nhà dân tộc học Mỹ (s. 1918)
- 25 tháng 10: Karl-Heinz Metzner, cầu thủ bóng đá Đức (s. 1923)
- 26 tháng 10: Wilbert Harrison, nhạc sĩ Mỹ (s. 1929)
- 28 tháng 10: Agnes Fink, nữ Diễn viên (s. 1919)

### Tháng 11
- 6 tháng 11: Vladimir Zagorovsky, kỳ thủ Xô Viết (s. 1925)
- 10 tháng 11: William Higinbotham, nhà vật lý học Mỹ (s. 1910)
- 12 tháng 11: Wilma Rudolph, nữ vận động viên điền kinh (s. 1940)
- 15 tháng 11: Lia Wöhr, nữ Diễn viên Đức, nữ đạo diễn phim, nữ ca sĩ (s. 1911)
- 19 tháng 11: Dedrick Gobert, Diễn viên Mỹ (s. 1971)
- 25 tháng 11: Wladimir Zak, kỳ thủ Ukraina (s. 1913)
- 27 tháng 11: Hans Günter Michelsen, nhà soạn kịch Đức (s. 1920)
- 28 tháng 11: Vicente Enrique y Tarancón, tổng giám mục của Madrid, Hồng y (s. 1907), Jeffrey Dahmer, kẻ sát nhân hàng loạt Mỹ (s. 1960)
- 30 tháng 11: Guy Debord, nghệ nhân, triết gia (s. 1931)

### Tháng 12
- 6 tháng 12: Gian Maria Volonte, Diễn viên (s. 1933)
- 8 tháng 12: Antônio Carlos Jobim, nam ca sĩ Brasil, nhà soạn nhạc (s. 1927)
- 8 tháng 12: Semni Karusou, nhà nữ khảo cổ học Hy Lạp
- 9 tháng 12: Max Bill, kiến trúc sư Thụy Sĩ, nghệ nhân, nhà thiết kế (s. 1908)
- 10 tháng 12: Jiří Marek, nhà văn Séc
- 11 tháng 12: Avet Terterian, nhà soạn nhạc (s. 1929)
- 13 tháng 12: Olga Nikolajewna Rubzowa, kỳ thủ Nga (s. 1909)
- 14 tháng 12: Orval Faubus, thống đốc của bang Arkansas (s. 1910)
- 14 tháng 12: Mary Ann McCall, nữ ca sĩ nhạc jazz Mỹ (s. 1919)
- 20 tháng 12: Dean Rusk, Bộ trưởng Bộ Ngoại giao Hoa Kỳ (s. 1909)
- 22 tháng 12: Theodor Piffl-Perčević, chính khách Áo (s. 1911)
- 24 tháng 12: John James Osborne, tác giả (s. 1929)
- 24 tháng 12: John Boswell, nhà sử học (s. 1947)
- 26 tháng 12: Karl Schiller, chính khách Đức (s. 1911)
- 26 tháng 12: Pietro Pavan, Hồng y của Giáo hội Công giáo La Mã (s. 1903)

## Giải thưởng Nobel
- Hóa học - George Andrew Olah
- Văn học - Kenzaburo Oe
- Hòa bình - Yasser Arafat, Shimon Peres, Yitzhak Rabin
- Vật lý - Bertram N. Brockhouse, Clifford Glenwood Shull
- Y học - Alfred G. Gilman, Martin Rodbell
- Kinh tế - Reinhard Selten, John Forbes Nash, John Harsanyi